# سوراکایوو
سوراکایوو (انگلیسی: Surakayevo) یک شهرک در شهرستان کویورگازینسکی جمهوری باشقیرستان در کشور روسیه است.